# 763

## Esdeveniments
- 22 de maig (Pentecosta) : el bisbe de Hama, a Síria, acusat d'haver robat els vasos sagrats, se situa del costat dels iconoclastes. El dia de la Pentecosta, és excomunicat conjuntament pels patriarques de Antioquia, de Jerusalem i d'Alexandria reunits en sínode a Jerusalem.[1]
- Juny: els romans d'Orient infligeixen una dura derrota als búlgars en la batalla de l'Aqueloos.[2]
- Octubre: 
  - l'exèrcit del rei del Tibet Trisong Detsen (200.000 homes) va envair la Xina, assolada per la Rebel·lió d'An Lushan.[3]
  - A Constantinople Teòfanes el Confessor descriu un hivern excepcionalment fred del començament del mes d'octubre 763 fins al febrer 764. El rude hivern 763-764 va castigar tot Europa[4]
- 12 de novembre: victòria dels tibetans sobre els Tang a Zhouzhi.[5]
- 18 de novembre: els tibetans s'apoderen de la capital xinesa Chang'an (l'actual Xi'an), l'emperador de la dinastia Tang, Daizong, s'escapa, i els tibetans nomenen un nou emperador en el seu lloc, Li Chenghong. Desallotgen la ciutat el 30 de novembre, portant una gran quantitat de dones, universitaris i artesans, abandonant el seu emperador fatxenda al seu destí. Al desembre, les forces xineses tornen a ocupar la ciutat.
- Autonomia del ducat de Nàpols davant de l'Imperi Romà d'Orient.
- Pipí I el Breu fa redactar la Llei Sàlica[6] (763-764)